# Traité d'alliance et d'amitié entre la Pologne-Lituanie et la Prusse

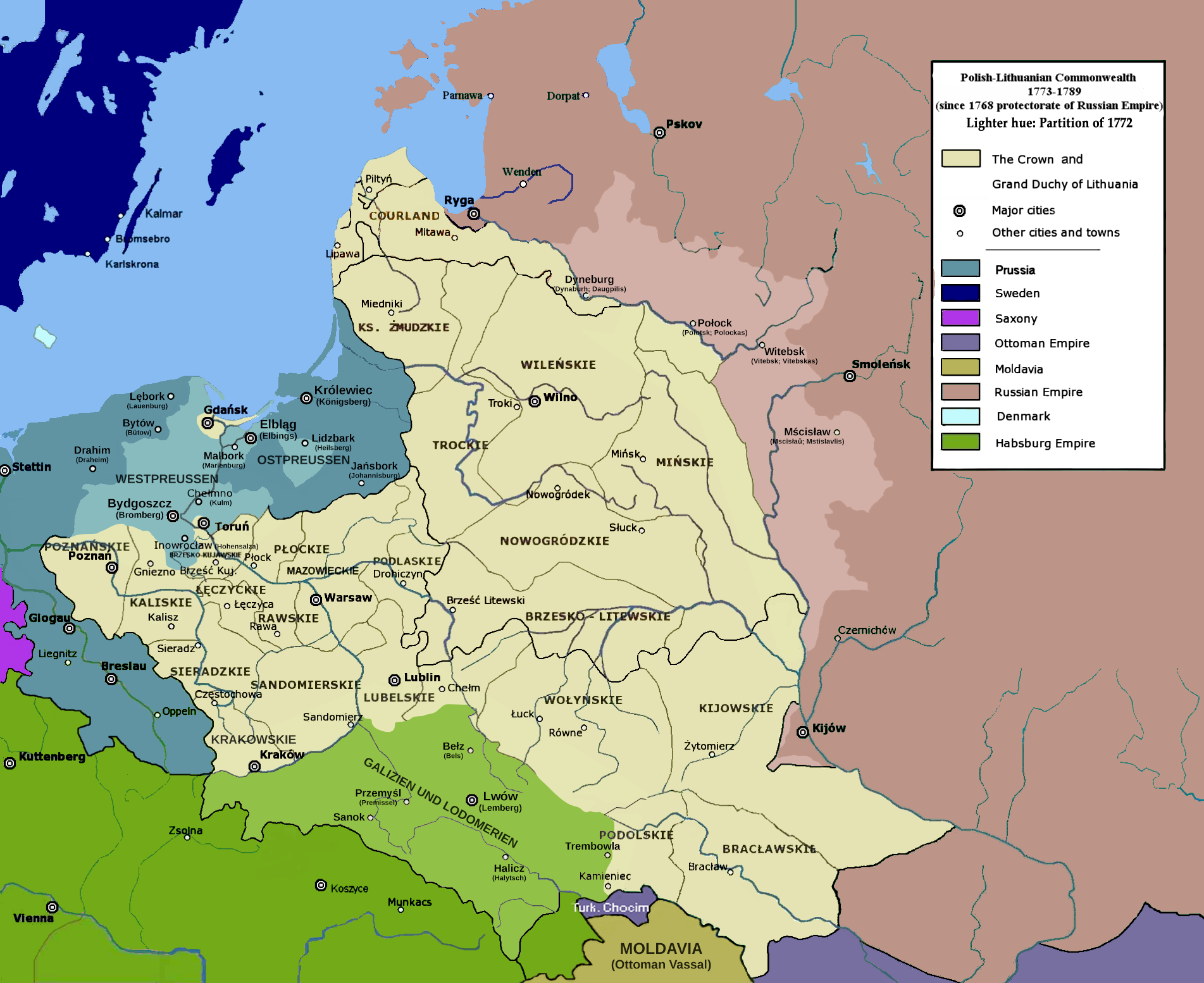
La république des Deux Nations (1773–1789) après la première partition. La Prusse apparaît en gris-bleu.

Le traité d'alliance et d'amitié entre la Pologne-Lituanie et la Prusse est une alliance de défense mutuelle signée le 29 mars 1790 à Varsovie entre des représentants de la république des Deux Nations et le royaume de Prusse, dans la brève période où la Prusse cherchait un allié contre l'Autriche ou la Russie, et où la république de Pologne-Lituanie cherchait à se préserver d'une intervention de la Prusse alors qu'elle tentait d'effectuer des réformes gouvernementales significatives.
Peu de temps après la signature, la situation internationale et les changements au sein de la république des Deux Nations rend le traité beaucoup moins intéressant pour la Prusse. Tandis que la République entreprend une série de réformes internes majeures, considérant l'alliance comme la garantie du soutien de son puissant voisin, la Prusse estime que ces réformes ne servent pas son intérêt et se sent menacée. Lorsqu'en mai 1792 la Russie envahi la Pologne-Lituanie, la Prusse refuse d'intervenir, arguant qu'elle n'a pas été consultée lors de l'adoption de la Constitution du 3 mai qui, de fait, invalide l'alliance. Quelques mois plus tard, elle apporte son soutien à la Russie pour réprimer l'insurrection de Kościuszko.

## Prélude
Depuis sa formation à la fin du XVIe siècle jusqu'à la fin du XVIIIe siècle, la république des Deux Nations est une grande puissance européenne et l'un des États les plus étendus sur le continent européen. Au fil du temps, son appareil d'État fonctionne cependant de moins en moins bien. Au début du XVIIe siècle, les magnats polonais et lituaniens contrôlent le gouvernement, ou plutôt parviennent à faire en sorte qu'aucune réforme susceptible d'affaiblir leur statut privilégié (Liberté dorée) ne puissent être adoptée. Des tentatives de réformes ont cependant lieu à la fin du XVIIIe siècle, mais les pays voisins qui jusque-là se satisfaisaient de l'état des affaires de la République, sont tout de suite réticents à la pensée d'un pouvoir résurgent et de la naissance d'un démocratie à leurs frontières.
L'armée de la République, qui ne compte qu'environ 16 000 hommes, est loin de constituer une menace face à une armée impériale russe de 300 000 hommes et aux armées prussienne et autrichienne fortes d'environ 200 000 hommes. Toutes ces puissances ont déjà annexé environ un tiers de son territoire et de sa population (211 000 kilomètres carrés et 4 à 5 millions d'individus) dans le premier partage de la Pologne en 1772-1773.
Cependant, les événements qui se déroulent simultanément dans le monde à la même période semblent jouer en faveur des réformateurs. Les voisins de la Pologne-Lituanie sont trop occupés par les guerres pour intervenir en force en Pologne. La Russie et l'Autriche sont engagés dans des hostilités avec l'Empire ottoman (guerre russo-turque de 1787-1792 et la guerre austro-turque de 1788-1791). Les Russes sont également en conflit avec la Suède (guerre russo-suédoise de 1788-1790).
Dans ce contexte le roi Stanislas II tente d'intégrer la Pologne dans l'alliance austro-russe, considérant qu'une guerre avec les Ottomans constituerait une opportunité pour renforcer la République. En raison de la politique interne russe, ce plan n'est été mis en œuvre. Ignorée par la Russie, la Pologne se tourne vers un autre allié potentiel, la Triple Alliance, principalement représentée sur la scène diplomatique polonaise par le royaume de Prusse. Ce raisonnement gagne le soutien de politiciens polonais comme Ignacy Potocki et Adam Kazimierz Czartoryski.
Au sein de la Triple Alliance, dans une guerre contre la Russie ou grâce à la diplomatie avec la Pologne-Lituanie, ou dans une combinaison de ce qui précède, la Prusse espère obtenir quelques territoires dans la région de la Baltique. En ce qui concerne les Balkans, la Triple Alliance vise à restreindre la puissance de l'Empire russe et son allié l'Empire autrichien. Vers 1791, la guerre menace entre l'Alliance et la Russie, et peut-être l'Autriche.

## Les négociations
Alors que la Prusse tente de profiter des guerres de la Russie contre l'Empire ottoman et contre la Suède et d'attirer la faible Pologne-Lituanie dans sa sphère d'influence, certaines factions de la République estiment que c'est l'occasion de se libérer des décennies de suprématie russe. La Prusse n'attend cependant pas beaucoup de l'alliance, ni même qu'elle se réalisera. Lorsque le traité est évoqué pour la première fois lors de la Grande Diète par l'ambassadeur prussien Ludwig Heinrich Buchholtz (pl) le 13 octobre 1788, les Prussiens s'attendent à ce qu'un long débat infructueux aboutisse à l'affaiblissement de la Russie et dans une moindre mesure de l'Autriche.
Dans l'ensemble, pour la Prusse, l'alliance avec la Pologne n'est qu'une option possible, mais pour certains politiciens polonais, elle devient une nouvelle stratégie, de plus en plus évidente. La réception de la proposition prussienne par la Diète dépasse leurs attentes et renforce considérablement le Parti patriotique. Afin de conserver toutes leurs options, les Prussiens tentent alors de retarder la prise de décision. Buchholtz est réprimandé pour avoir laissé les choses aller trop vite, trop loin. Un autre diplomate prussien, Girolamo Lucchesini, est envoyé à Varsovie pour le seconder.
En préalable à la signature du traité, les Prussiens attendent de la République qu'elle accélère ses réformes. Cette demande fait le beau jeu du Parti patriotique. En octobre 1789, la situation internationale changeante (principalement les défaites militaires de l'Empire ottoman) augmente soudainement et temporairement la valeur d'une alliance avec la Pologne. Entre-temps, le Parti patriotique précédemment anti-royaliste commence à se rapprocher du roi. En février et mars 1790, des propositions concrètes sont échangées entre Varsovie et Berlin. Certaines difficultés demeurent autour de la cession de Gdańsk et de Toruń, mais la menace d'une alliance polono-autrichienne, récemment avancée par l'Autriche, décide la Prusse à retirer la plupart des demandes que la partie polonaise trouve difficile à accepter.

## Le traité
Le traité est finalement signé le 29 mars 1790 et ratifié le 23 avril. C'est un traité défensif. Les deux pays promettent d'aider l'autre en cas d'invasion.
Pour la Prusse, plusieurs facteurs, réduisent cependant très rapidement la valeur du traité. La signature du traité de Reichenbach, le 27 juillet 1790, signifie que la Prusse ne se considère plus en guerre contre l'Autriche. L'alliance Pologne-Prusse ne conserve plus qu'un angle anti-russe. Le 9 septembre, la Grande Diète, malgré quelques oppositions, déclare que les territoires de la République ne peuvent être divisés. Alors que la Prusse s'attend toujours à recevoir Gdansk et Toruń à titre de compensation, grâce à un traité ultérieur (le Commonwealth étant compensé par des gains territoriaux d'un autre voisin), la déclaration de la Diète signifie qu'aucun territoire ne peut désormais être échangé avec un autre État. Dès l'automne 1790, la diplomatie prussienne entame des négociations avec la Russie et laisse entendre qu'elle pourrait abandonner la Pologne.
Bien qu'applaudie officiellement par Frédéric-Guillaume II, qui envoie une lettre de félicitations à Varsovie, l'adoption de la Constitution du 3 mai 1791, inquiète la Prusse. Ewald von Hertzberg résume ainsi les craintes des conservateurs européens: « Les Polonais ont donné le coup de grâce à la monarchie prussienne en votant cette constitution ». Il craint également que le gouvernement de la république des Deux Nations devenu plus fort, ne revendique un jour la restitution des territoires cédés à la Prusse en 1772, lors du partage de la Pologne.
Le 26 juillet 1791, les Britanniques, Néerlandais, Prussiens mettent fin à la Triple Alliance et accèdent de facto à toutes les revendications de la Russie. Les relations entre la Prusse et la Russie sont donc normalisées.

## La fin de l'alliance et de l'amitié
Le traité d'Iași, en janvier 1792, met fin à la guerre russo-turque de 1787-1792. En avril de cette même année éclatent les premières batailles de la Première Coalition, obligeant la Prusse à déplacer la majeure partie de ses forces vers l'ouest pour faire face à la France révolutionnaire.
Irritée par les tentatives d'indépendance de la Pologne, la Russie passe la frontière en mai. À ce moment, la politique prussienne s'oppose déjà à la Pologne. Frédéric-Guillaume et ses ministres discutent de la manière de convaincre l'Autriche à une nouvelle partition. Lucchesini déclare que la Prusse ne peut pas aider la République. En juin, la mission de Potocki à Berlin en reçoit la confirmation par la voix de son ministre des Affaires étrangères, Friedrich Wilhelm von der Schulenburg-Kehnert, qui déclare clairement à Potocki que la Constitution du 3 mai a tellement changé l'État polonais que la Prusse ne se considère pas tenue à ses obligations et qu'il n'est pas dans son intérêt de voir la République se renforcer de sorte qu'elle pourrait un jour la menacer.
Lorsqu'en janvier 1793, un corps prussien entre en Grande-Pologne, ce n'est pas en allié de la République, mais plutôt pour s'assurer que la Prusse aura sa part dans le partage qui s'annonce.
L'insurrection de Kościuszko éclate en mars 1794. Les forces prussiennes participent aux côtés des forces russes dans plusieurs batailles importantes, comme à la bataille de Szczekociny, le 6 juin 1794. En 1795, la république des Deux Nations cesse d'exister. La Prusse obtient les villes de Gdańsk et de Toruń ainsi que d'autres territoires qu'elle convoitait, soit au total près de 58 000 km2, peuplés d'environ un million d'âmes.

## Sources
- (en) Cet article est partiellement ou en totalité issu de l’article de Wikipédia en anglais intitulé « Polish–Prussian alliance » (voir la liste des auteurs).

- (pl) Cet article est partiellement ou en totalité issu de l’article de Wikipédia en polonais intitulé « Przymierze polsko-pruskie 1790 » (voir la liste des auteurs).